# Vincenzo de Cesati
Barón Vincenzo de Cesati (1806, Milán - 1883, Nápoles) fue un botánico italiano.

## Biografía
Estudia derecho e historia natural en Viena. Trabaja benevolentemente en el Colegio Nacional de Vercelli. 
Fue profesor de botánica y de evolución biológica en Nápoles donde dirige el jardín botánico de 1868 a 1883. 
La mayor parte de la flora que recolectó se conserva en el Instituto Botánico de la Universidad de Roma. Fue contribuyente al Herbario Criptogámico de Italia.

## Obra
- Stirpes Italicae: iconografia universale delle piante italiane (Pirola, Milán, 1840)

- Compendio della flora italiana: compilato per cura dei professori V. Cesati, G. Passerini, E.G. Gibelli. Vallardi, Milán, treinta y cinco vols., 1868-1886. El manuscrito de la obra se conserva en Ámsterdam

- Saggio di una bibliografia algologica italiana. Academia Real de las Ciencias, Nápoles, 1882

## Honores

### Eponimia
- (Apiaceae) Cesatia ENDL.[1]

- Asplenium cesatianum Baker
- Dryopteris cesatiana C.Chr.
- Grammica cesatiana (Bertol.) Chrtek
- Nonea cesatiana (Fenzl & Friedr.) Greuter & Burdet
- Olmediella cesatiana Baill.
- Paraskevia cesatiana (Fenzl & Friedr.) W.Sauer & G.Sauer
- Pulmonaria cesatiana (Fenzl & Friedr.) Selvi, Bigazzi, Hilger & Papini
- Ranunculus cesatianus Caldesi
- Ranunculus ×cesatii Brügger
- Tectaria cesatiana Copel.
- Thelypteris cesatiana (C.Chr.) C.F.Reed